# Chaetonotus triacanthus
Chaetonotus triacanthus is een buikharige uit de familie Chaetonotidae. De wetenschappelijke naam van de soort werd in 1994 voor het eerst geldig gepubliceerd door Todaro. De soort wordt in het ondergeslacht Chaetonotus geplaatst.